# Belgrano R

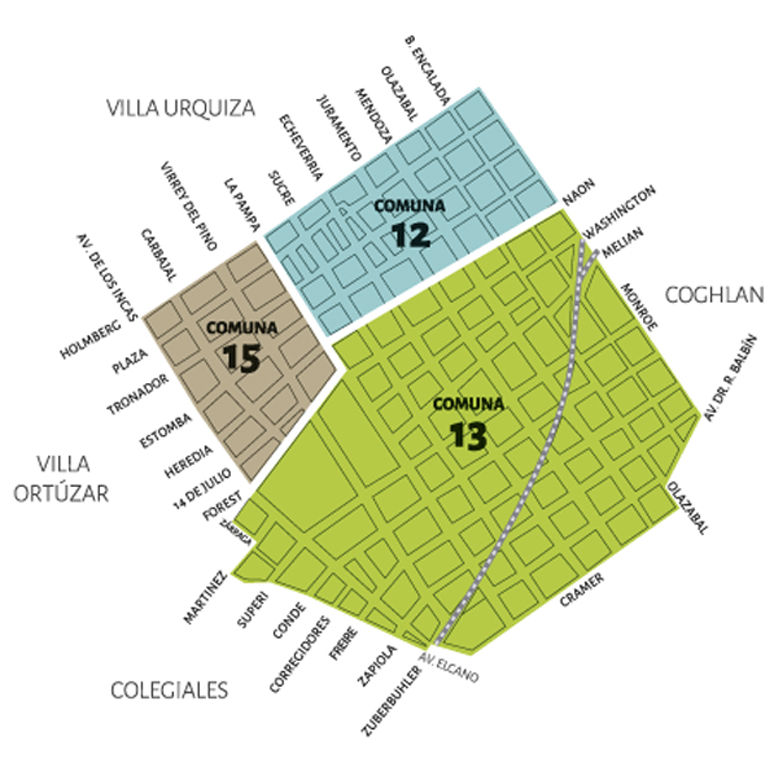
Plano de situación del barrio de Belgrano R, utilizado por la Sociedad de fomento.

Belgrano R es un barrio no oficial de la Ciudad de Buenos Aires, capital de Argentina. No es reconocido como uno de los 48 barrios porteños. Es junto con Bajo Belgrano y Belgrano C uno de los "sub-barrios" o "barrios no oficiales" del barrio de Belgrano.
El nombre Belgrano R proviene de la estación de tren del Ferrocarril Buenos Aires a Rosario, para diferenciarla de la Estación Belgrano C, aunque popularmente se cree que la "R" significa "residencial".
Está delimitado por Av. Crámer, Av. de los Incas, Av. Olazábal y Holmberg.

## Historia

### Origen

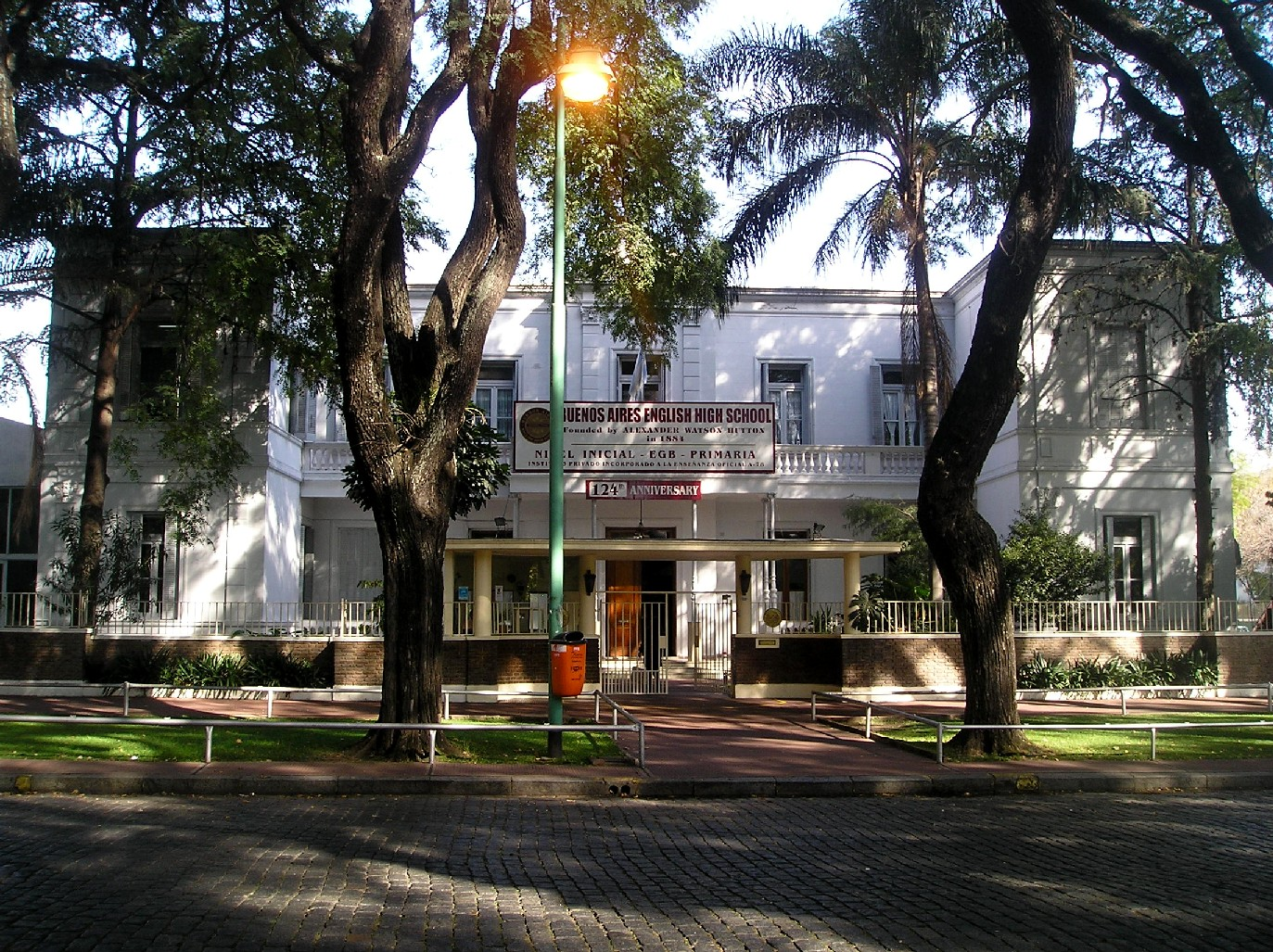
El Buenos Aires English High School, sobre la Avenida Melian, es una de las instituciones más emblemáticas del barrio.

El pueblo de Belgrano se crea en 1855, como punto intermedio entre la ciudad de Buenos Aires (hoy el "Macrocentro" porteño) y el pueblo de San Isidro, sobre terrenos confiscados al exgobernador Juan Manuel de Rosas que por aquel entonces se encontraban dentro del Partido de Flores, el cual aún era autónomo del de Buenos Aires. En esta zona, la estancia de Rosas abarcaba toda la costa del río, hasta el predio del Tiro Federal Argentino y hacia el oeste limitaba con la Avenida Melian, abarcando también lo que actualmente se conoce como las Barrancas de Belgrano. 
El nuevo pueblo tiene como límites las calles 11 de Septiembre (Este), De Los Incas (Sur), Cramer (Oeste) y Monroe (Norte). En 1857, se inauguró el denominado Circo de las Carreras, ubicado en el perímetro comprendido entre las actuales calles Cramer, La Pampa, Melian y Mendoza, donde se corrían carreras de caballos "a la inglesa", cediendo el chiripa a la vestimenta propia del jockey. Dichas tierras eran aún de propiedad municipal.
En 1872 comenzaron las obras del Ferrocarril de Buenos Aires a Campana (luego Ferrocarril de Buenos Aires a Rosario) cuyos rieles, partiendo desde Retiro, atravesarían el predio que ocupaba el "Circo de las Carreras", para luego continuar en dirección al pueblo de San Martín. Este ferrocarril construiría una estación a la altura del pueblo de Belgrano, entre las calles La Pampa y Echeverría. 
Cuatro años después, en 1876, cuando comenzaron a circular los trenes de esta compañía, se define dividir el predio del ex Circo de las Carreras en un nuevo barrio de treinta manzanas, según un plano ejecutado por Rafael Hernández. Varios terrenos fueron cedidos en parte de pago a la compañía que proveía el gas para el alumbrado de la ciudad, la cual a su vez se los entregó a sus empleados, principalmente de origen europeo. Otros lotes se subastaron públicamente con la obligación de construir de inmediato. Lo recaudado en estos remates se utilizó para empedrar las calles del pueblo. 
En terrenos circundantes a la nueva estación se fueron instalando los empleados de la compañía del ferrocarril, en su mayoría ingleses. A partir de allí es que comienza a determinarse el carácter del barrio. Sus amplias calles, con frondosos árboles, fueron pobladas por numerosas casonas señoriales de estilo europeo, con magníficos jardines y un especial cuidado por la calidad de vida de sus habitantes. Con el correr de los años, todo ello fue configurando el espíritu del barrio, que siempre se jactó de poseer características distintivas con respecto a sus zonas aledañas y a otros barrios de la Capital.

### Toponimia
El nombre de este barrio "no oficial" fue definido por el propio Ferrocarril, ya que en un momento se volvió necesario diferenciar las estaciones de las dos compañías que atravesaban Belgrano: El Ferrocarril de Buenos Aires a Rosario, en las tierras altas del Oeste y el Ferrocarril Central Argentino que pasaba por la zona baja, lindera a la costa del Río de la Plata. Para diferenciar la nomenclatura de las dos estaciones se le incluyó a cada una la sigla representativa de cada empresa, por eso Belgrano C hace referencia a “Córdoba”, mientras que Belgrano R debe su sigla característica a la ciudad de “Rosario”. Igual diferenciación ocurrió con las estaciones San Isidro, San Fernando, Tigre y Bancalari, a las cuales se les incluyó las siglas "R" y "C" para diferenciarlas entre sí.
Sin embargo, con el paso del tiempo y la desaparición de las empresas que habían dado origen a esa división, la creencia popular atribuyó las siglas a una ficticia denominación de áreas: “Comercial” y “Residencial”.
Aunque según era lo común, durante las décadas de 1940 a 1960 al menos, se entendía por estaciones "C" las correspondientes al ramal Retiro-Tigre "del centro", es decir "Central" y las del ramal Retiro-Tigre por la costa o ribera del Río de la Plata, a partir de la estación Anchorena, con la letra "R", que se suponía "río" o "river" en el inglés propio de la empresa explotadora de los ramales.  Así se designaba a unas Belgrano C, San Isidro C, San Fernando C y Tigre C, y a las del ramal ribereño Belgrano R, San Isidro R, San Fernando R y Tigre R respectivamente.

### La Sociedad de Fomento de Belgrano R

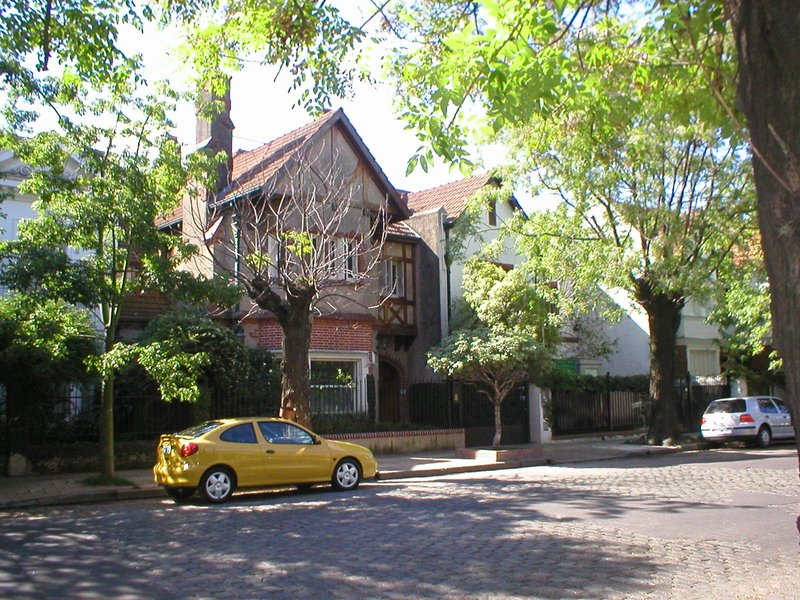
Vista de Belgrano "R".

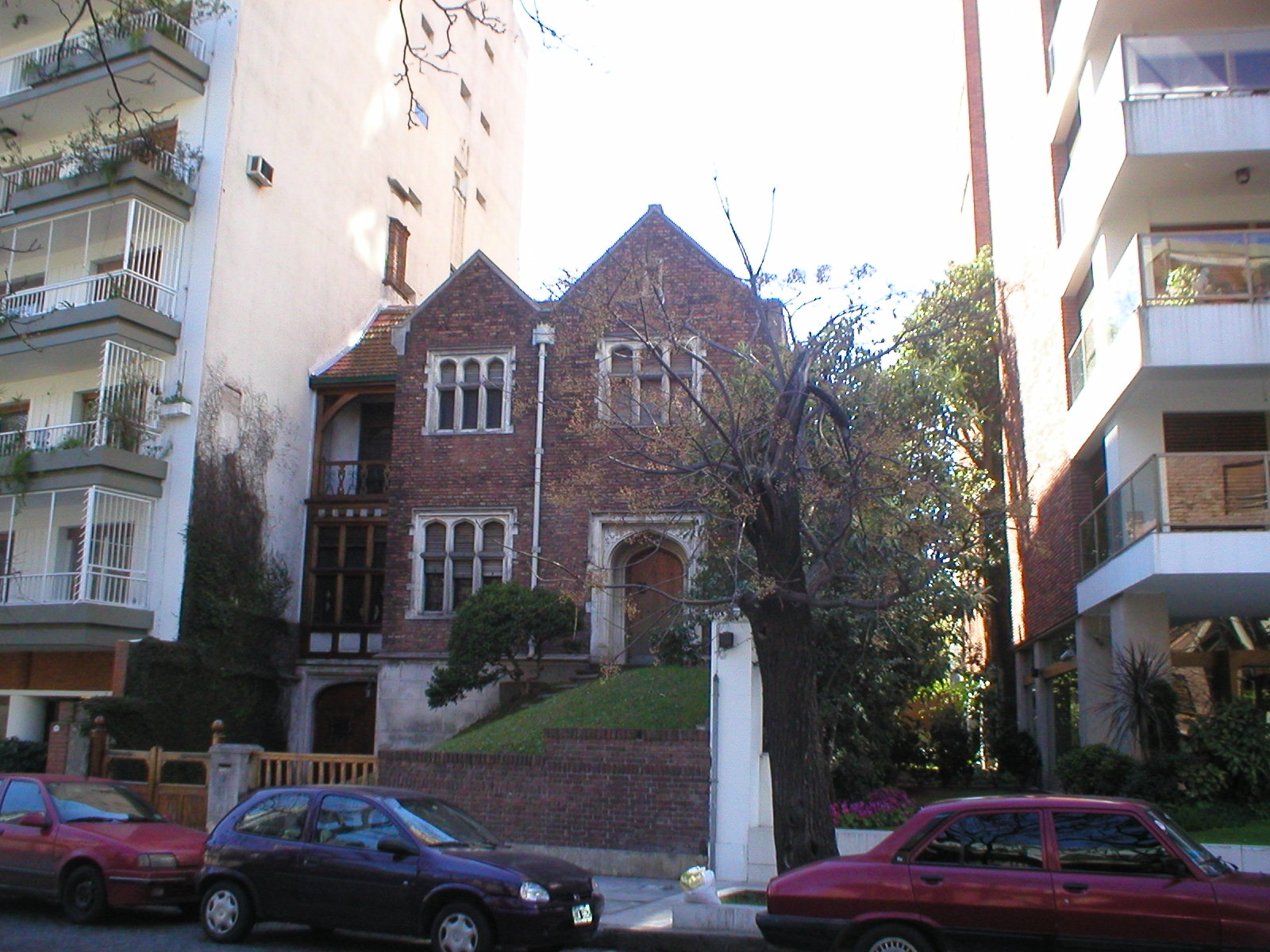
Imagen típica del barrio de Belgrano. Antiguas casonas de estilo europeo rodeadas por torres.

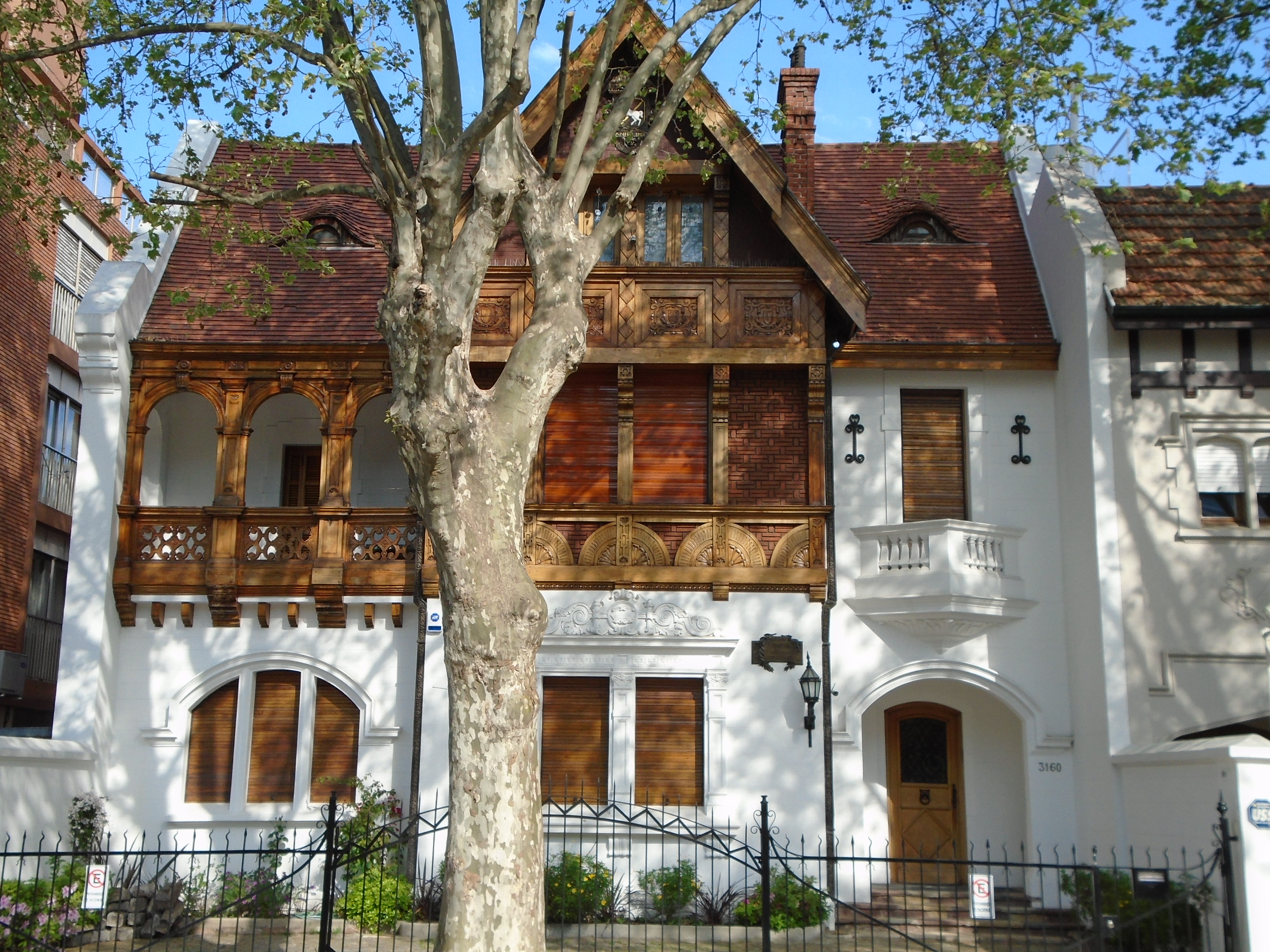
Casa en el barrio de Belgrano R, Buenos Aires

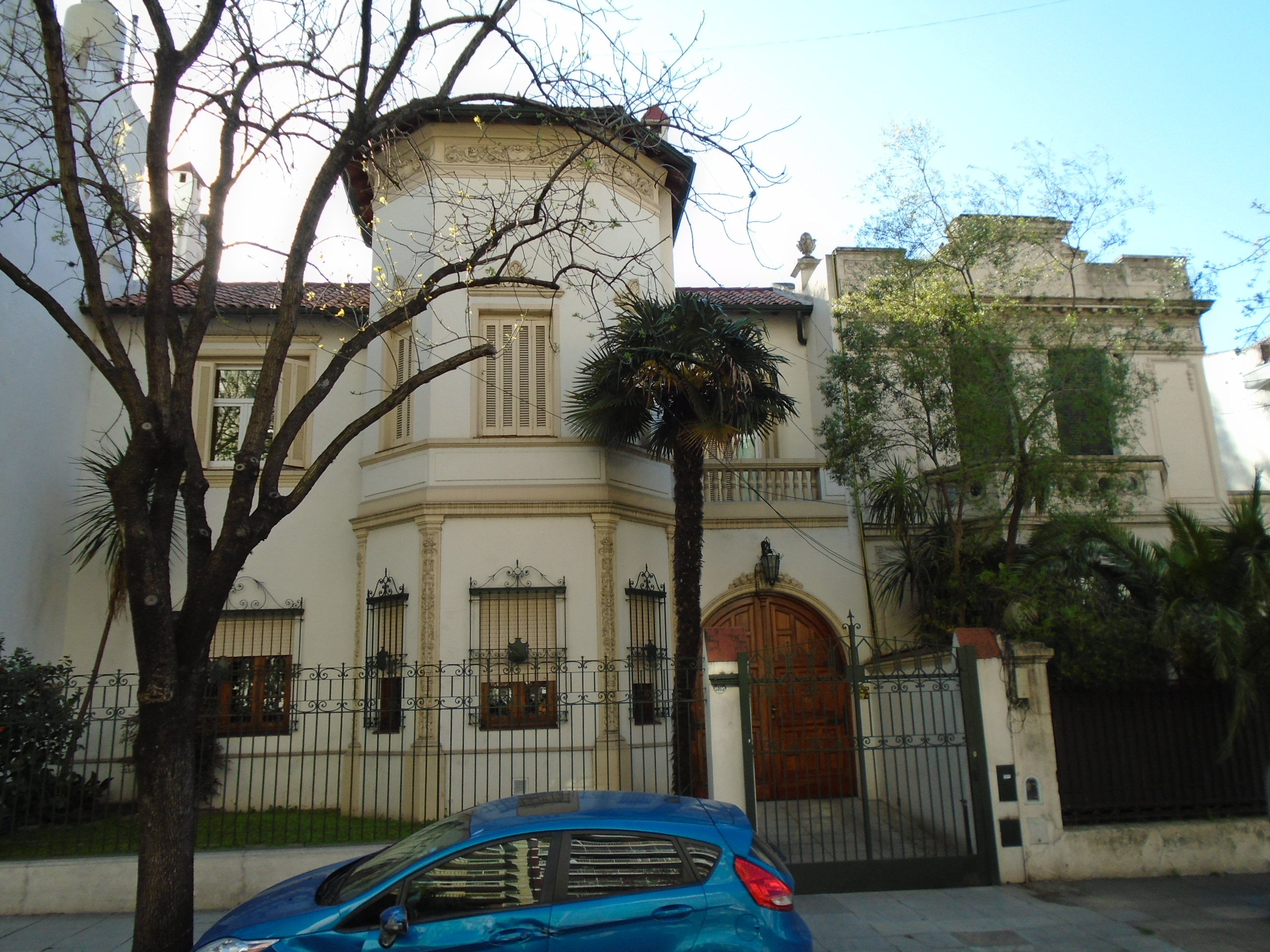
Casa en el barrio de Belgrano R, Buenos Aires

La historia de las Sociedades de Fomento en la ciudad de Buenos Aires se remonta a comienzos del Siglo XX, cuando los vecinos de los nuevos barrios periféricos al centro tradicional de la ciudad, decidieron organizarse para reclamar al Estado mejoras urgentes ante la precariedad extrema en la que vivían. Para ganar peso formaron estas instituciones, que rápidamente se convirtieron en organismos inclusivos, productores de ciudadanía y que ayudaron a generar una fuerte identificación entre los vecinos y el territorio que ocupaban.
Entre los años ´20 y ´40 el Estado realizó fuertes inversiones en infraestructura, a lo cual se sumó la aprobación de la Ley de Propiedad Horizontal (N.º 13.512/48) que permitía la división de los edificios en departamentos de propiedad exclusiva (prohibida por el Código Civil de 1869). Este cambio de normativa generó rápidamente un nuevo y activo mercado de construcción de edificios en altura con departamentos generalmente pequeños para los estándares de la época. La falta de mayores regulaciones produjo una "precarización" de los diseños que resignaron calidad y condiciones de habitabilidad en pos de obtener un máximo aprovechamiento de los lotes: la altura de los edificios aumento considerablemente, así como también la cantidad de unidades por piso, muchas de las cuales solo tenían ventanas que daban a pequeños patios de "aire y luz". Numerosas casonas tradicionales de estilo europeo fueron demolidas en toda la Capital para abrir paso al progreso. La definitiva consolidación de los barrios capitalinos, el abrupto crecimiento demográfico de los mismos y la consolidación de regímenes autoritarios, llevó a que las "Sociedades de Fomento" perdieran su razón de ser, convirtiéndose en instituciones anacrónicas, lo cual fue llevando a su paulatina desaparición entre los años ´50 y ´60.
Sin embargo, ahora el Estado debía enfrentar nuevos problemas, como el crecimiento desordenado de la ciudad y la aparición de edificios con pésimas condiciones de iluminación y ventilación. Durante décadas se fueron aprobando normativas para las nuevas construcciones buscando regularizar la situación, lo cual derivó en la aprobación de un Código de Planeamiento Urbano en 1977 (intendencia de Osvaldo Cacciatore) que buscó unificar todas las normativas y proyectos que existían hasta entonces. La nueva normativa impuso los indicadores F.O.S. (Factor de Ocupación del Suelo) y F.O.T. (Factor de Ocupación Total), que si bien otorgaban "premios" (mayor superficie edificable) a las torres exentas, cabe destacar, que en igual medida introdujeron mayores restricciones al uso del suelo urbano, sobre todo para las tipologías tradicionales (edificios entre medianeras) fijando mayores fondos libres, menores alturas y normas específicas según la caracterización de la zona urbana.
Poco después de la aprobación del Código, en 1980, se produjo la demolición de una de las tantas casonas características del barrio de Belgrano "R", ubicada en la esquina de Melián y Juramento. En su lugar, la “Cooperativa Partagás”, construiría un edificio de planta baja y 5 pisos, para lo cual había obtenido un permiso de excepción del Gobierno Municipal, cuyo intendente seguía siendo el Brigadier Cacciatore. Los miembros de la mencionada Cooperativa eran militares de alto rango.

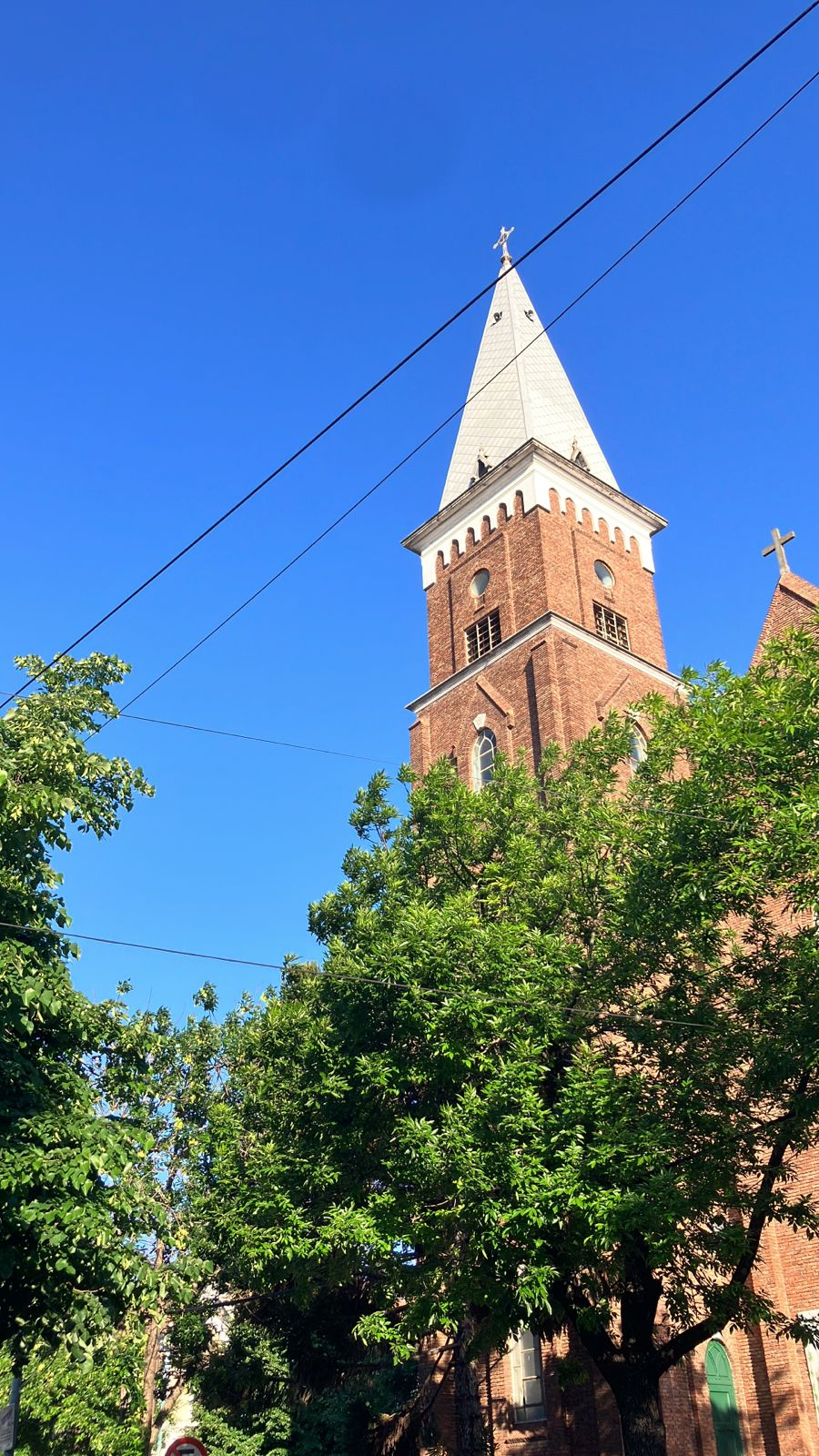
Iglesia San patricio, ubicada en el barrio de Belgrano R

La arbitrariedad del hecho conmocionó al vecindario, que se movilizó rápidamente para presentar un petitorio al Intendente, solicitando la revocación de la excepción. Tras varias gestiones y por lo avanzado que estaban los trabajos, se resolvió finalmente que el edificio tendría un piso y medio menos que lo proyectado originalmente. 
Este importante acto de participación cívica, hizo revivir entre los vecinos el sentido de pertenencia y el concepto de barrio. Así, en octubre de 1981, surgió Sociedad de Fomento de Belgrano R integrada por 140 socios y varias subcomisiones de trabajo. Dicha Sociedad, avalada por la voluntad de numerosos vecinos, tendría como función principal reclamar el cumplimiento de las normas y las leyes, presentándose siempre ante las autoridades correspondientes.
En febrero de 1982 la Sociedad elevó a la Municipalidad un proyecto destinado a obtener una regulación específica de planeamiento para Belgrano "R”. La labor había sido ejecutada por arquitectos de la Sociedad, realizando un relevamiento integral del barrio, de acuerdo a pautas prefijadas en consenso con los vecinos. El 15 de marzo el proyecto fue puesto a consideración del Intendente Municipal y del Concejo de Planeamiento Urbano. Fruto de estas gestiones se aprobó la primera ordenanza participativa de la Ciudad de Buenos Aires, la número 41.117, por la cual el barrio de Belgrano "R" quedó como Distrito U28, caracterizado por sus numerosas restricciones, tanto en superficies edificables como en el destino de las construcciones (los denominados "usos").
Otros logros de Sociedad de Fomento de Belgrano R fueron la obtención del Área de Protección Histórica N.º 4 (alrededores de la Estación Belgrano "R") y la construcción de Plaza de los Olmos, sobre un predio en el que había funcionado un vivero, que tras su cierre estuvo a punto de pasar a manos de una cadena de hipermercados.

## Ubicación

### Estación de trenes "Belgrano R"
El ferrocarril del Norte corría desde Retiro hasta la estación Alsina (hoy Belgrano C), nombre dado en homenaje al Dr. Valentín Alsina, el acto de inauguración de la llegada del ferrocarril fue una gran fiesta en el pueblo de Belgrano concurriendo a ella hasta el mismísimo presidente Mitre y sus ministros. Años más tarde al urbanizarse la zona se instaló en las calles Pampa, Juramento, Freire y Zapiola la estación Belgrano R, letra alusiva a Rosario ciudad santafesina a la cual llegaba el mismo ferrocarril. Aunque es más probable que la letra "R" indicase el ramal del tramo Retiro - Tigre del ferrocarril que discurría por la ribera del río de la Plata en su mayor parte. Así ocurría con las otras del mismo ramal, San Isidro R y San Fernando R.
La letra "C", correspondería a "centro", por ser esta línea "más central" que la ribereña y aplicándose este criterio a las estaciones San Isidro C, San Fernando C y Tigre C.

## Características
Este barrio surgió del asentamiento de trabajadores ingleses del ferrocarril, hecho que se reflejaba en las construcciones. Con el posterior progreso urbanístico se radicaron paulatinamente los exponentes de la "Generación del 80", clase dirigente argentina; y se construyeron casas y mansiones en los más diversos estilos (en contraste con otras zonas de la capital en que predomina la arquitectura francesa). Es, por tanto, un barrio de casas bajas y caras y sus calles principales son La Pampa, Melián y la avenida Forest.
Se encuentra al oeste del área comercial (es decir de Belgrano C), siendo esta un área residencial de clase alta, dónde se encuentran algunos de los colegios privados de la Argentina, por ejemplo los británicos Buenos Aires English High School (de dónde surgió el mítico club de fútbol Alumni), el alemán Colegio Pestalozzi o Buenos Aires Christian School, Belgrano Day School y el Colegio Mekhitarista.

## Plazas
Junto a la estación se encuentra la Plaza Castelli; esta plaza lleva su nombre en memoria de Juan José Castelli (1764-1812). Del otro lado de las vías está la Plaza los Olmos, inaugurada el 27 de diciembre de 1999 tras una intensa campaña llevada a cabo por la Sociedad de Fomento de Belgrano R para preservar ese espacio verde en donde durante 60 años había funcionado un vivero.

## Templos
Ubicada en Av. Cramer 1844 se encuentra la Iglesia Cristiana Anglicana San Salvador, construida en el año 1896. La construcción mantiene los rasgos del estilo denominado gótico temprano, caracterizado por una ornamentación simple con ventanas lanceoladas que enmarcan vitrales. El edificio es considerado como representativo del estilo de iglesia «rural inglesa».
La iglesia San patricio ubicada en la dirección Echeverría 3910, fue librado al culto público en 1958. Luego de que el arzobispo de la ciudad de Buenos Aires, monseñor José María Bottaro, bajo la necesidad de reorganizar la Iglesia arquidiosesana, decreta, el 12 de noviembre, la creación de nuevas parroquias.
El territorio de una de ellas, la de San Patricio, incluía la estación ferroviaria de Belgrano R (Rosario), considerada entonces un suburbio del barrio de Belgrano.
El domingo 4 de julio de 1976 ocurriría en esta iglesia un trágico suceso que habría de conmover a todo el país: fueron asesinados los padres Pedro Dufau, Alfredo Leaden y Alfredo Kelly, y los seminaristas Salvador Barbeito y Emilio Barletti. Se conoce como la masacre de San Patricio a este crimen perpetrado por  militares durante la dictadura militar autodenominada Proceso de Reorganización Nacional.
La Legislatura de la Ciudad de Buenos Aires declaró Sitio Histórico a la Parroquia San Patricio, de Belgrano R (En su zona de Villa urquiza), en conmemoración de la masacre de los sacerdotes palotinos, ocurrida el 4 de julio de 1976.

## Monumentos y arquitectura
El Palacio Hirsch se encuentra en la esquina de Conde y Juramento, es de estilo inglés de la época eduardiana, con inspiración francesa Luis XIII, y está rodeado de jardines austeros y muros bajos. Fue diseñado por el arquitecto Sutton y estrenado en el año 1922.